# 僕たちの国境
「僕たちの国境」（ぼくたちのこっきょう）は、1990年2月21日にポニーキャニオン/SEE・SAWから発売された川村かおりの5枚目のシングル。

## 内容
- 初のタイアップ獲得となった本作は毎日放送制作・TBS系列『地球ZIG ZAG』テーマソング。
- 翌1991年発売のアルバム『Church』にREMIX版で収録されている。

## 収録曲
作曲・編曲：高橋研
1. 僕たちの国境
作詞：高橋研
2. ラッシュ・アワー
作詞：川村かおり・高橋研